# Eli (Siedlung)
Eli (hebräisch עֵלִי) ist eine israelische Siedlung im nördlichen Westjordanland. Die Siedlung wurde 1984 gegründet und gehört zur Regionalverwaltung Mateh Benjamin. Die Einwohnerzahl beträgt 4.640 (Stand: Januar 2022).
Die internationale Gemeinschaft betrachtet Eli, wie alle israelischen Siedlungen in den seit 1967 besetzten Gebieten, gemäß dem Völkerrecht als illegal. Israel bestreitet dies.

## Lage
Eli liegt östlich der israelischen Sperranlage im nördlichen Westjordanland, rund 30 Kilometer nördlich von Jerusalem und 17 Kilometer südlich von Nablus. Die Siedlung liegt nahe der Landstraße 60, die das Westjordanland in Nord-Süd-Richtung durchquert. Mit den Siedlungen Shvut Rachel, Schilo, Amichai und Ma'ale Levona sowie mehreren kleinen Außenposten östlich von Amichai bildet Eli einen israelischen Siedlungsblock im Zentrum des nördlichen Westjordanlandes.

## Geschichte
Die Siedlung wurde nach dem in der Hebräischen Bibel erwähnten Priester Eli benannt, der im nahegelegenen Silo Dienst tat.
Zur Errichtung der Siedlung beschlagnahmte Israel Angaben der palästinensischen NGO Applied Research Institute - Jerusalem (ARIJ) zufolge Land von den beiden nahe gelegenen palästinensischen Dörfern as-Sawiya und Qaryut.
Im Februar 2020 wurde der Bau von 600 zusätzlichen Häusern in der Siedlung genehmigt.